# Phrygilus dorsalis
Phrygilus dorsalis е вид птица от семейство Тангарови (Thraupidae).

## Разпространение
Видът е разпространен в Аржентина, Боливия и Чили.